# Río Saldaña
 (octobre 2013).
Si vous disposez d'ouvrages ou d'articles de référence ou si vous connaissez des sites web de qualité traitant du thème abordé ici, merci de compléter l'article en donnant les références utiles à sa vérifiabilité et en les liant à la section « Notes et références ».
Pour les articles homonymes, voir Saldana.
Le río Saldaña est une rivière de Colombie et un affluent du fleuve le Río Magdalena.

## Géographie
Le río Saldaña prend sa source sur le versant est de la cordillère Centrale, au sud-ouest du département de Tolima, à la frontière avec le département de Cauca. Il coule ensuite vers le nord-est avant de rejoindre le río Magdalena près de la municipalité de Suárez.